# B和C大道 (亞利桑那州)
B和C大道（英語：Avenue B and C）是位於美國亞利桑那州尤馬縣的一個人口普查指定地區。根據2010年美國人口普查，該地人口為4176人，而該地的面積約為1.92平方千米。

## 地理
B和C大道的座標為32°43′09″N 114°39′36″W / 32.71917°N 114.66000°W，而該地最高點為海拔高度米（即英尺）。